# Иисус Христос — суперзвезда (фильм, 2000)
Jesus Christ Superstar. Millennium Version — австралийский телевизионный фильм 2000-го года, вторая (после фильма Джуисона 1973 года) экранизация мюзикла Эндрю Ллойда Уэббера и Тима Райса «Иисус Христос — суперзвезда» (1970).

## Съёмочная группа
В качестве режиссёра в фильме выступил Ник Моррис. Роль Иисуса исполнил Гленн Картер (который позже сыграет опять же Иисуса в драме 2001-го «Два дня, девять жизней»); роль Иуды досталась Жерому Прадону (Тибо из фильма «Красивая бабушка»), Марию Магдалину сыграла актриса Рени Касл (англ. Renée Castle) канадского происхождения (известна нам по роли Ребекки в фильме «Ангелы в Ноттинг-Хилле») и, наконец, шведский артист-вокалист Фред Юхансон исполнил роль Понтия Пилата в костюме офицера, напоминающем форму третьего рейха или облачение доминирующего мужчины в садомазохистских играх.

## Награды и премии
Премия Эмми 2001 г. в номинации The Best Performing Arts.

## Сюжет

Понтий Пилат (в центре) олицетворяет собой власть, которая относится к подданным как садист к жертве

Фильм начинается с длинного прохода камеры по непонятного назначения помещениям, на стенах которых видны революционные лозунги и граффити. То тут, то там сидят люди, в том числе апостолы, кто-то разговаривает, кто-то слушает музыку. На этих кадрах идут титры. С момента появления Иуды сюжет в целом следует либретто рок-оперы. К образу Пилата добавлен немецкий акцент. Иисус в данной постановке изображён в полном смысле слова суперзвездой, его популярность пугает первосвященников, Иисус «отодвигает» их на второй план в глазах населения. Поведение Иисуса похоже на грамотный самопиар (и Иуда обвиняет Иисуса в «звёздности» в своей первой арии), арест Иисуса выглядит как падение суперзвезды со всеми сопутствующими явлениями: вчерашние поклонники начинают над ним глумиться, травить, задавать издевательские вопросы и т. д. Крестный путь Иисуса показан в виде пресс-конференции, которую ведёт франт Иуда. Но никто не понимает, что для Иисуса это вовсе не игра, он проживает свой путь всерьёз, его цель — не самопиар: он пытается изменить жизнь к лучшему.

### Отличия отфильма 1973 года
В австралийской версии разворачивающийся евангельский сюжет всё так же перенесён в современный антураж, но, в отличие от фильма Джуисона, на всём протяжении телефильма действие происходит в павильоне, в стиле телеспектакля. Эта версия ближе к оригинальному замыслу Райса и Уэббера. Усилена пародийность образа Ирода, образ же Пилата, напротив, сделан более брутальным. Интересна трактовка взаимоотношений Иисуса и Пилата: власть (Пилат) относится к подданным (в данном случае — к Иисусу) почти как доминантный партнёр в садистских играх по отношению к своему сабмиссивному товарищу. Эта аллюзия в фильме подчёркивается скандальным визуально-аудиальным образом Пилата.